# Klaus Ebner
Klaus Ebner (født 8 august 1964 i Wien, Østrig) er en østrigsk forfatter og oversætter. Efter at have publiceret bøger om software og de første litterære tekster i tidsskrifter i halvfemserne, udkom det første bind af noveller i 2007. Ebner er forfatter til prosa, essays og lyrik. Han skriver digte på tysk og på catalansk.

## Liv og arbejde
I firserne studerede Klaus Ebner romanistik, germanistik og oversættelse ved Universität Wien. Desuden arbejdede han på et Wiener litterært tidsskrift. Derefter begyndte han at arbejde som oversætter, sproglærer og IT-projektmager. I halvfemserne publicerede han artikler og faglitteratur om software og netværker.
Efter sin uddannelse skrev Ebner kortprosa, lyrik og hørespil. Han publicerede i tidsskrifter, og efter 2004 udkom han tiere og mere regelmæssigt. Klaus Ebner bor og arbejder i Wien og er medlem af de østrigske organisationer af forfattere Grazer Autorinnen Autorenversammlung og Österreichischer Schriftstellerverband. Han er forfatter til fortællende prosa (romaner, noveller og kortprosa), essays og lyrik. Han skriver digte på tysk og på catalansk. Med et rejsestipendium for litteratur fra den østrigske regering skrev han et essay om fyrstedømmet Andorra i Pyrenæerne.
Ebners tekster taler om multikulturelle samfund, forskellige mentaliteter, sprog, folkeslag og religioner. Tolerancen og anerkendelsen spiller en stor rolle, som er særligt følelig i andet prosabind Auf der Kippe. I anledning af litteraturprisen Premio Internazionale di Poesia Nosside fik digtet ein Zettler (en seddelmand) stor omtale. Juryen nævnte "storby-tristessen" og seddelmanden hvis måltid består af ensomhed. Digtet blev trykt på tysk, engelsk og italiensk i præmiekonkurrencens antologi:
| Tysk | Dansk |
| --- | --- |
| ein Zettler krank vergessen ganz im Suff die Wagenräder sperren zäh sein Mahl besteht aus Einsamkeit garniert mit Sehnsucht nach Vergangenem betört von lauten Rufen Hoffnung wie vor langem sie verlosch | en seddelmand er syg og ganske glemt i druk vognhjul spærrer tungt hans mad består af ensomhed garneret med længsel efter fortiden urolig over højlydt råben håb lige som dengang det blev kvalt |

I begyndelsen af 2008 fik autoren prisen for litteratur Wiener Werkstattpreis 2007. Vinderteksten Der Flügel Last, en novelle, handler om en syvårige pige, som har kræft. I stilet af teksten viser sig barnets perspektiv. Vindertekst i kategorien essay, med titlen Was blieb vom Weißen Ritter?, præsenterer den middelalderlige roman Tirant lo Blanc af den valencianske forfatter Joanot Martorell, hvorved Ebner smeltede sammen sin læseerfaring med historiske og litteraturvidenskabelige informationer.

## Anerkendelse
- 2008 Arbejdsstipendium af Østrigs Regering
- 2007 Wiener Werkstattpreis 2007, (Wien)
- 2007 Rejsestipendium for litteratur af Østrigs Regering
- 2007 Premio Internazionale di Poesia Nosside i (Reggio di Calabria), nævnelse
- 2005 Feldkircher Lyrikpreis (plads 4)
- 2004 La Catalana de Lletres 2004, nævnelse og bidrag i antologien, (Barcelona)
- 1988 Erster Österreichischer Jugendpreis for romanen Nils
- 1984 Pris for hørespil af den litterære tidsskrift TEXTE (plads 3)
- 1982 Erster Österreichischer Jugendpreis for novellen Das Brandmal

## Bøger
- Vermells; dikter, SetzeVents Editorial, Urús 2009, ISBN 978-8492555109
- Hominide; novelle, FZA Verlag, Wien 2008, ISBN 978-3950229974
- Auf der Kippe; kortprosa, Arovell Verlag, Gosau 2008, ISBN 978-3902547675
- Lose; noveller, Edition Nove, Neckenmarkt 2007, ISBN 978-3852511979

## I antologier
- Die Stadt und das Meer; essay, i: Reisenotizen, FAZ Verlag, Wien 2007, ISBN 978-3950229943
- Routiniert; novelle, i: Sexlibris, Schreiblust Verlag, Dortmund 2007, ISBN 978-3-9808-2781-2
- Weinprobe; novelle, i: Das Mädchen aus dem Wald, Lerato-Verlag, Oschersleben (BRD) 2006, ISBN 3-938882-14-X
- Das Begräbnis; novelle, i: Kaleidoskop, Edition Atelier, Wien 2005, ISBN 3-902498-01-3
- Abflug; novelle, i: Gedanken-Brücken, Edition Doppelpunkt, Wien 2000, ISBN 3-85273-102-X
- Island; lyrik, i: Vom Wort zum Buch, Edition Doppelpunkt, Wien 1997, ISBN 3-85273-056-2
- Heimfahrt; novelle, i: Ohnmacht Kind, Boesskraut & Bernardi, Wien 1994, ISBN 3-7004-0660-6
- Träume; kortprosa, i: Junge Literatur aus Österreich 85/86, Österreichischer Bundesverlag, Wien 1986, ISBN 3-215-06096-5

## Værker på catalansk
- El perquè de tot plegat; lyrik, i: La Catalana de Lletres 2004, Cossetània Edicions, Barcelona 2005, ISBN 84-9791-098-2
- Capvespre venecià; lyrik, i: Jo Escric.com